# Кола, Юкка
Ю́кка Туомо Сакари Ко́ла (фин. Jukka Tuomo Sakari Kola; род. 13 января 1960, Лаппеэ, Кюми) — финский учёный, доктор философии в области сельскохозяйственной политики, профессор; ректор университета Турку (с 2019); ранее — ректор Хельсинкского университета (2013—2018).

## Биография
С 1985 по 1986 годы обучался в Университете Арканзаса в Фейетвилле, в США. В 1987 году получил степень магистра естественных наук в области сельскохозяйственной политики в Хельсинкском университете, а в 1989 году — лиценциат в той же области.
В 1990 году получил степень магистра естественных наук в области экономики сельского хозяйства в Иллинойсском университете в Урбане-Шампейне, в США, а в 1991 году получил степень доктора философии в области сельскохозяйственной политики в Хельсинкском университете.
С 1992 года работал профессором сельскохозяйственной политики Хельсинкского университета, а с 2004 по 2009 годы — деканом факультета сельскохозяйственных наук и лесоводства и по совместительству заместителем ректора университета (с 2010 года).
12 июня 2013 года правлением Хельсинкского университета избран ректором этого крупнейшего вуза Финляндии. Вступил в должность 1 августа 2013 года.